# Флаг Приморского края

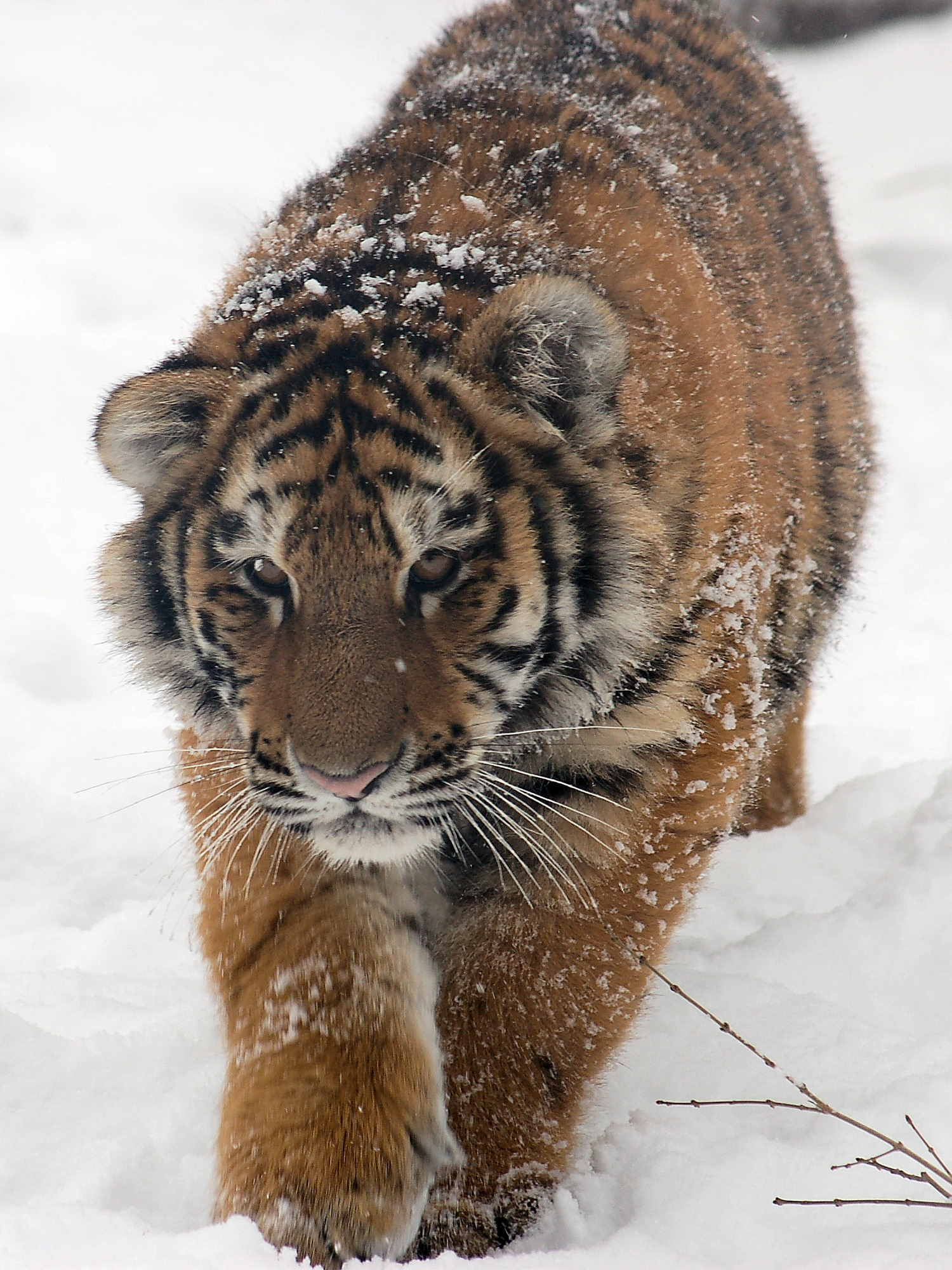
Уссурийский (Амурский) тигр — это один из символов края

Флаг Приморского края — это символ Приморского края с 1995 года, он представляет собой прямоугольное полотнище, разделённое по диагонали белой полосой, и состоящее из двух треугольников: красного верхнего, расположенного на флагштоке и нижнего синего. В верхнем левом углу расположено золотое изображение идущего уссурийского тигра. Отношение ширины флага к его длине составляет 2:3.

## История

### Флаг 1995 года
Форма и описание изображения на флаге было утверждено постановлением Думы Приморского края № 25, на основании постановления администрации Приморского края от 22 февраля 1995 года № 86. 
В мае 1995 года, постановлением администрации Приморского края № 284, был утверждён рисунок флага Приморского края и установлено, что при изготовлении флага независимо от его размеров должны соблюдаться следующие пропорции: ширина белой полосы по древку должна составлять одну пятую часть от всей ширины флага; высота фигуры тигра должна составлять одну четвёртую часть от ширины флага по древку. 
Идею флага предложил В. А. Обертас, профессор Института Архитектуры ДВГТУ.
В приложении к проекту Положения о флаге приводилось следующее обоснование символики флага.
- Красный — цвет подвигов, жертвенности, победы, праздника, символ храбрости, мужества, силы и неустрашимости. Эти качества жители и воины Приморского края неоднократно проявляли в самые разные периоды существования Приморья.
- Голубой (лазурь) — цвет честности, верности долгу, символ красоты, моря, мягкости, величия. Эти качества также присущи и жителям приморского края и уникальной природе.
- Вместе с разделяющей белой полосой цвета флага Приморского края символизируют чистоту, единство края и России, так как эти же цвета входят в Государственный флаг Российской Федерации (не повторяя его).
- Фигура уссурийского тигра — главная фигура герба Приморского края однозначно определяет принадлежность флага Приморскому краю.

Флаг Приморского края представляет собой прямоугольное полотнище, разделённое по диагонали белой полосой и состоящее из двух треугольников: верхнего, располагаемого у древка, красного цвета и нижнего — голубого (лазурного) цвета. В верхнем углу у древка золотое изображение идущего уссурийского тигра. Отношение ширины флага к его длине — 2:3.

### Флаг 2002 года
21 января 2003 года был подписан закон № 32-КЗ «О флаге Приморского края», принятый Законодательным собранием Приморского края 25 декабря 2002 года, в котором, в частности, голубой (лазурный) цвет треугольника на флаге был заменён на синий.

Флаг Приморского края представляет собой прямоугольное полотнище, разделённое по диагонали белой полосой и состоящее из двух треугольников: верхнего, располагаемого у древка, — красного цвета и нижнего — синего цвета. В верхнем углу у древка — золотое изображение идущего уссурийского тигра. Отношение ширины флага к его длине — 2:3.
Отношение
Цвета флага Приморского края знаменуют славную историю края, его приморское положение.
На флаге изображён основной символ герба Приморского края — тигр.